# Parque Aluche
El parque de Aluche, en el pasado parque del Alcalde Carlos Arias, es un parque urbano de Madrid que se encuentra situado en el barrio de Aluche, incluido en el distrito de Latina. Se encuentra delimitado por las calles de Valmojado, Quero, Tembleque, Maqueda y Seseña y dividido en dos por la calle Illescas.

## Historia

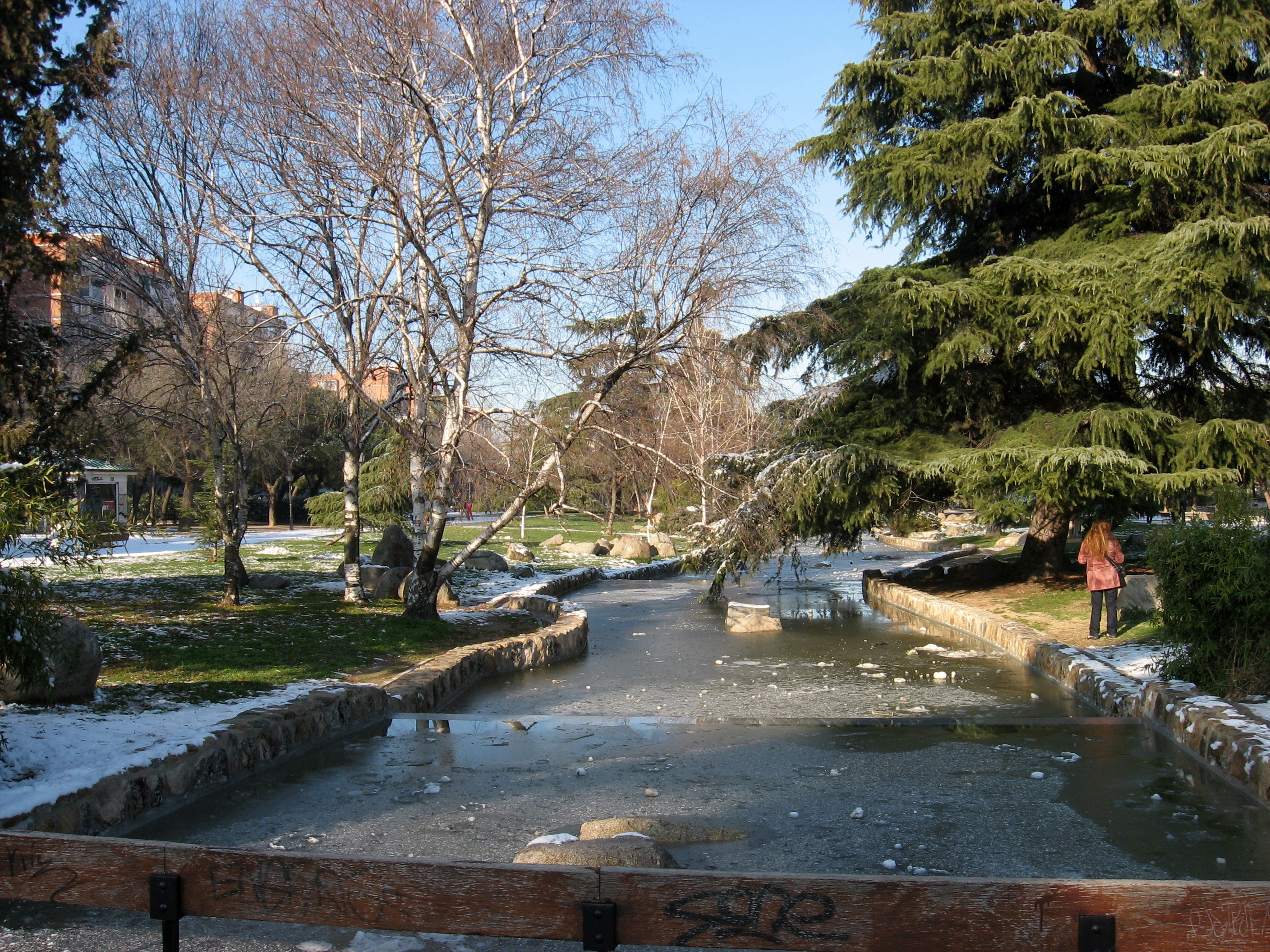
Vista del parque

Fundado en la dictadura franquista bajo el nombre de parque del Alcalde Carlos Arias, fue inaugurado en el año 1973 por el alcalde de Madrid, Miguel Ángel García-Lomas Mata, en compañía de su promotor, Carlos Arias Navarro. Su construcción se llevó a cabo por un acuerdo entre el Ayuntamiento y las compañías eléctricas para el soterramiento de los cables de alta tensión que cruzaban el barrio y donde se encuentra hoy el parque.
En noviembre de 2015 la junta municipal del distrito de Latina, en su primer pleno tras la entrada de Ahora Madrid al gobierno del Ayuntamiento de Madrid, tomó la decisión de cambiar su nombre de parque del Alcalde Carlos Arias por el de parque de Aluche, como siempre había sido conocido por la población, en aplicación de la Ley de Memoria Histórica, ya que Carlos Arias Navarro fue un alto dirigente de la dictadura franquista (llegando a ser Presidente del Gobierno). Tras los trámites administrativos pertinentes, este cambio se volvió a aprobar en el Pleno de Latina de mayo de 2016 y finalmente se llevó a efecto con el acuerdo de la junta de gobierno del ayuntamiento el 2 de junio de 2016.
Actualmente, el parque de Aluche se ha convertido en el pulmón verde y de esparcimiento del barrio, siendo uno de los espacios que más disfrutan los vecinos. En verano y con el buen tiempo, el parque cuenta con una gran avenida con cafeterías, bares, heladerías y restaurantes con terrazas, dando una propuesta de ocio para sofocar el calor de la capital.

## Descripción

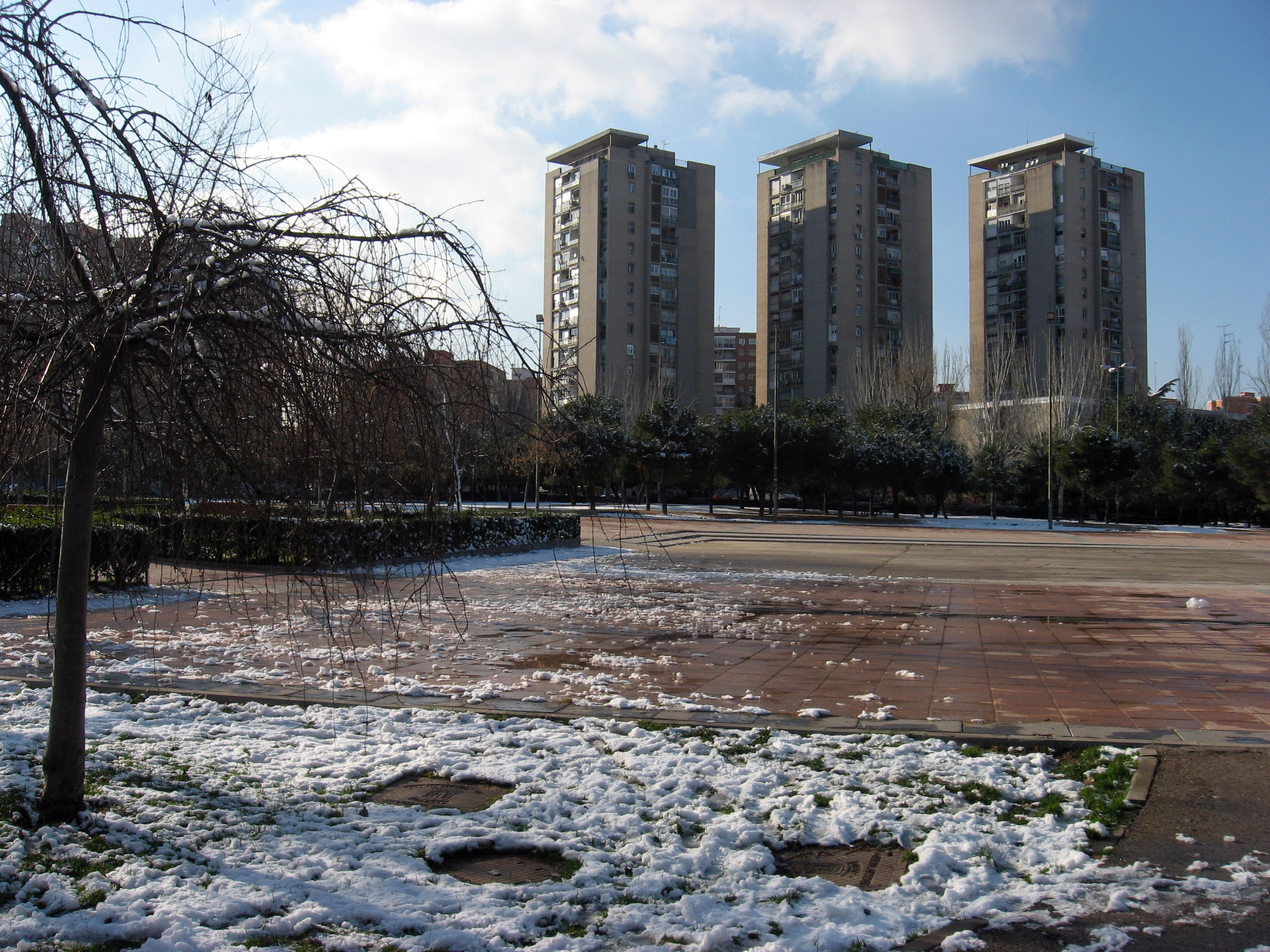
Parque y bloques de pisos

El parque y el arroyo artificial se construyeron siguiendo el trazado del antiguo arroyo Luche, que actualmente se encuentra canalizado, dejando a ambos lados zonas verdes, espacios arbolados (pinos, álamos, chopos, cedros...), zonas de juegos infantiles, instalaciones y equipamientos deportivos.
Ocupa una superficie de 15,96 hectáreas y tiene una longitud de 1350 m. Se encuentra dividido en dos por la calle de Illescas. En la parte norte se ubican las instalaciones deportivas (1 campo de fútbol de tierra y 1 de césped artificial, 1 campo de fútbol sala, tres canchas de baloncesto y pistas de petanca) áreas recreativas infantiles y el recinto ferial donde se celebran las fiestas populares del barrio de Aluche y donde está ubicado el nuevo auditorio. En la zona sur, se encuentra el arroyo artificial de unos 500 m de longitud, con cascadas, estanques y limitado perimetralmente con rocallas. También dispone de instalaciones deportivas (pistas de petanca y mesas de ping-pong) y áreas de juegos infantiles.
Aunque situado en la parte Sur, en el centro del parque, junto a la calle Illescas, se sitúa el monumento para conmemorar el día de la Constitución y recordar así, los derechos y deberes de los ciudadanos españoles. Este consiste en un gran alcorque con una placa conmemorativa dentro del cual se plantó un cedro.

## Remodelaciones realizadas
En el año 2008, el parque sufrió unas obras de reformas y acondicionamiento en el arroyo artificial. Las obras, que se llevaron a cabo entre abril y diciembre de 2008, consistieron en la reparación de los hundimientos de su estructura, la reconstrucción de los saltos de agua, la impermeabilización de los vasos y la rehabilitación de los muros laterales, la instalación de una depuradora y el circuito cerrado de agua, con un coste total de 1,2 millón de euros.
Gracias a la financiación del Fondo Estatal de Inversión Local (Plan E) realizado por el gobierno de España, en 2009 se realizaron trabajos de rehabilitación y creación de paseos peatonales y zonas estanciales, plantación de árboles y arbustos, mejora del alumbrado y del mobiliario urbano. Además de la reconstrucción y creación de instalaciones deportivas, áreas infantiles y zonas destinadas a las personas mayores. Las obras tuvieron un presupuesto de 1,7 millón de euros.